# Alexander Esswein
Alexander Esswein est un footballeur allemand, né le 25 mars 1990 à Worms. Il évolue comme attaquant pour le SV Sandhausen en 2.Bundesliga.

## Palmarès
- VfL Wolfsburg
  - Vainqueur du Championnat d'Allemagne: 2009